# Coronilla (geslacht)
Coronilla is een geslacht uit de vlinderbloemenfamilie (Leguminosae). The Plant List [15 januari 2012] erkent tien soorten.